# Kyidris yaleogyna
Kyidris yaleogyna é uma espécie de formiga da família Formicidae. É endémica da Papua-Nova Guiné.